# Landgericht Fraustadt
Das Landgericht Fraustadt war von 1815 bis 1834 ein preußisches Landgericht mit Sitz in Fraustadt.

## Geschichte
Nach dem Ende der Franzosenzeit wurde die der französische Gerichtsorganisation entsprechende Gerichtsorganisation im Herzogtum Warschau zunächst übernommen. Es bestanden damit Friedensgerichte, darüber Landgerichte und dann das Oberlandesgericht. Das Gericht zweiter Instanz Fraustadt wurde als Landgericht Fraustadt fortgeführt und dem Oberlandesgericht Posen nachgeordnet. Seinen Sprengel bildeten die Kreise Kröben, Fraustadt und Kosten. Ihm waren sechs Friedensgerichte zugeordnet:
| Friedensgerichte          | Sitz      | Anmerkungen |
| ------------------------- | --------- | ----------- |
| Friedensgericht Bojanowo  | Bojanowo  |             |
| Friedensgericht Fraustadt | Fraustadt |             |
| Friedensgericht Gostyń    | Gostyń    |             |
| Friedensgericht Kosten    | Kosten    |             |
| Friedensgericht Lissa     | Lissa     |             |
| Friedensgericht Rawicz    | Rawicz    |             |

Am Gericht war ein Präsident, ein Direktor und sechs Räte beschäftigt. Es war damit ein Landgericht 1. Klasse. Die Richter wirkten bei wesentlichen Fällen als Kollegialorgan.
In der Provinz Posen bestanden grundsätzlich keine Patrimonialgerichte. Karl Alexander von Thurn und Taxis erhielt aber 1819 den Titel eines Fürsten von Krotoszyn. Damit verbunden war die Patrimonialgerichtsbarkeit. Es wurde daher 1821 das fürstliche Friedensgericht Krotoszyn für kleinere Fälle und das Fürstentumsgericht Krotoszyn für andere. Zweite Instanz bildete das Landgericht Fraustadt.
1834 wurde die Gerichtsorganisation geändert und einheitlich Land- und Stadtgerichte gebildet. In dem – nun verkleinerten – Sprengel des Oberlandesgerichtes Posen bestanden 20 dieser Gerichte, darunter das Land- und Stadtgericht Fraustadt als Nachfolger des Landesgerichtes Fraustadt. Auch in Gostyń, Kosten, Lissa und Rawicz entstanden Kreisgerichte.